# Lush Life (singel Zary Larsson)
Lush Life – singel Zary Larsson, wydany 5 czerwca 2015, pochodzący z albumu So Good. Utwór napisali i skomponowali Emanuel Abrahamsson, Fridolin Walcher, Iman Conta Hulten, Linnea Södahl, Markus Sepehrmanesh oraz Christoph Bauss.
Nagranie uplasowało się na 1. miejscu na oficjalnej liście sprzedaży w Szwecji i otrzymało certyfikat dziesięciokrotnej platyny w tym kraju za sprzedaż w nakładzie przekraczającym 400 tysięcy kopii. Utwór był ponadto notowany m.in. na 2. pozycji w Norwegii (potrójnie platynowy certyfikat za sprzedaż), 2. miejscu w Danii (podwójnie platynowy certyfikat) oraz 6. pozycji w Finlandii.
Przebój zdobył nominację do prestiżowych szwedzkich nagród Grammis 2016 w kategorii Piosenka roku.

## Lista utworów
- Digital download[1]

1. „Lush Life” – 3:21

- CD single[13]

1. „Lush Life” – 3:22
2. „Lush Life” (Alex Adair Remix) – 3:34

- Remixes – EP[14]

1. „Lush Life” (Alex Adair Remix) – 3:34
2. „Lush Life” (Zac Samuel Remix) (Extended) – 5:17

- Zac Samuel Remix[15]

1. „Lush Life” (Zac Samuel Remix) (Extended) – 5:17

- Tinie Tempah remixes[16]

1. „Lush Life” (featuring Tinie Tempah) – 3:20
2. „Lush Life” (featuring Tinie Tempah) (Dancehall Remix) – 3:23

- Acoustic Version[17]

1. „Lush Life” (Acoustic Version) – 3:22

## Notowania

### Pozycje na listach sprzedaży
| Kraj              | Notowanie (2015/2016)       | Najwyższa pozycja | Certyfikat  | Sprzedaż   |
| ----------------- | --------------------------- | ----------------- | ----------- | ---------- |
| Australia         | ARIA Charts                 | 4                 | 4× platyna  | 280 000+   |
| Austria           | Ö3 Austria Top 40           | 4                 | złoto       | 15 000+    |
| Belgia (Flandria) | Ultratop 50                 | 2                 | platyna     | 30 000+    |
| Belgia (Walonia)  | Ultratop 50                 | 11                | platyna     | 30 000+    |
| Czechy            | Singles Digital – Top 100   | 6                 |             |            |
| Dania             | Tracklisten                 | 2                 | 2× platyna  | 120 000+   |
| Finlandia         | Suomen virallinen lista     | 6                 |             |            |
| Francja           | SNEP                        | 16                | diament     | 250 000+   |
| Hiszpania         | PROMUSICAE                  | 8                 | 2× platyna  | 80 000+    |
| Holandia          | Single Top 100              | 3                 |             |            |
| Irlandia          | IRMA                        | 2                 |             |            |
| Kanada            | Canadian Hot 100            | 53                | platyna     | 80 000+    |
| Niemcy            | Official German Charts      | 4                 | 3× złoto    | 600 000+   |
| Norwegia          | VG-Lista                    | 2                 | 3× platyna  | 30 000+    |
| Nowa Zelandia     | Recorded Music NZ           | 8                 | 2× platyna  | 30 000+    |
| Polska            |                             |                   | diament     | 100 000+   |
| Słowacja          | Singles Digital – Top 100   | 2                 |             |            |
| Stany Zjednoczone | Hot 100                     | 75                | platyna     | 1 000 000+ |
| Szwajcaria        | Schweizer Hitparade         | 3                 | 2× platyna  | 60 000+    |
| Szwecja           | Sverigetopplistan           | 1                 | 10× platyna | 400 000+   |
| Węgry             | Single (track) Top 40 lista | 5                 |             |            |
| Wielka Brytania   | UK Singles Chart            | 3                 | 2× platyna  | 1 200 000+ |
| Włochy            | FIMI                        | 20                | 3× platyna  | 150 000+   |

### Pozycje na listach airplay
| Kraj     | Notowanie (2015/2016)        | Najwyższa pozycja |
| -------- | ---------------------------- | ----------------- |
| Czechy   | Rádio – Top 100              | 14                |
| Izrael   | Media Forest                 | 2                 |
| Polska   | AirPlay – Top                | 3                 |
| Polska   | AirPlay – Nowości            | 1                 |
| Polska   | AirPlay – Największe skoki   | 1                 |
| Polska   | AirPlay – TV                 | 1                 |
| Rosja    | Top Hit Weekly General       | 8                 |
| Słowacja | Rádio – Top 100              | 8                 |
| Węgry    | Rádiós Top 40 játszási lista | 6                 |

## Nagrody i nominacje
| Rok  | Nagroda | Kategoria     | Rezultat  |
| ---- | ------- | ------------- | --------- |
| 2016 | P3 Guld | Piosenka roku | Wygrana   |
| 2016 | Grammis | Piosenka roku | Nominacja |